# Laghetto del Tacina
Il laghetto del Tacina è un piccolo lago della Sila, in Calabria.

## Caratteristiche
Per le ridotte dimensioni del lago, analogamente al lago Savuto, questo piccolo bacino artificiale ha caratteristiche più affini a quelle di una palude che di un lago vero e proprio.